# Éditions de Minuit
Les Éditions de Minuit ist ein französisches Verlagshaus mit Sitz in Paris. Der Verlag wurde 1941 während der deutschen Besatzung von den französischen Schriftstellern Vercors und Pierre de Lescure zum Druck von Flugschriften der Résistance gegründet. Bis zur Befreiung von Paris am 25. August 1944 arbeitete der Verlag im Untergrund. Die juristische Gründung als Société Anonyme erfolgte am 15. Oktober 1945. 
Das erste Buch, das die Éditions de Minuit verlegten, war Vercors’ Erzählung Das Schweigen des Meeres (Le silence de la mer), das noch heute als Standardwerk der französischen Résistance gilt. Die berühmteste literarische „Schule“, die in diesem Verlag beheimatet war, ist der nouveau roman. Der Verlag publizierte unter anderem das Werk von Samuel Beckett.
Maßgeblich geprägt wurden die Éditions de Minuit von Jérôme Lindon, der den Verlag von 1948 bis zu seinem Tod 2001 leitete. Ihm folgte, als Verlagsleiterin der nächsten zwanzig Jahre, seine Tochter Irène Lindon.
Am 23. Juni 2021 kündigten die Éditions de Minuit und die Groupe Madrigall, Muttergesellschaft der Éditions Gallimard, gemeinsam an, dass Madrigall ab Januar 2022 die Éditions de Minuit übernimmt. Neuer Leiter der Éditions de Minuit ist seitdem Thomas Simonnet.

## Auswahl bekannter Autoren
| - Henri Alleg (1921–2013) - Kostas Axelos (1924–2010) - Georges Bataille (1897–1962) - Pierre Bayard (* 1954) - Samuel Beckett (1906–1989) - François Bon (* 1953) - Pierre Bourdieu (1930–2002) - Jacques Bouveresse (1940–2021) - Michel Butor (1926–2016) - Éric Chevillard (* 1964) - Enzo Cormann (* 1953) - Gilles Deleuze (1925–1995) - Jacques Derrida (1930–2004) - Georges Didi-Huberman (* 1953) - Marguerite Duras (1914–1996) | - Tony Duvert (1945–2008) - Jean Echenoz (* 1947) - Christian Gailly (1943–2013) - Anne Godard (* 1971) - Jean Guéhenno (1890–1978) - Bernard-Marie Koltès (1948–1989) - Laurent Mauvignier (* 1967) - Éric Laurrent (* 1966) - Hélène Lenoir (* 1955) - Jean-François Lyotard (1924–1998) - Herbert Marcuse (1898–1979) - Marie NDiaye (* 1967) - Christian Oster (* 1949) - Robert Pinget (1919–1997) | - Yves Ravey (* 1953) - Jean Ricardou (1932–2016) - Alain Robbe-Grillet (1922–2008) - Clément Rosset (1939–2018) - Nathalie Sarraute (1900–1999) - Jacques Serena (* 1950) - Michel Serres (1930–2019) - Claude Simon (1913–2005) - Édith Thomas (1909–1970) - Jean-Philippe Toussaint (* 1957) - Pierre Vidal-Naquet (1930–2006) - Tanguy Viel (* 1973) - Jules Vuillemin (1920–2001) - Elie Wiesel (1928–2016) |